# 非裔美国人影评人协会
非裔美國影評人協會（African-American Film Critics Association）是世界上最大的非洲裔影評人團體，每年頒發各種電影和電視優秀獎項。

## 外部連結
- 官方网站